# 巴納姆·布朗
巴納姆·布朗（Barnum Brown，1873年2月12日—1963年2月5日）往往被昵称为“骨头先生”，是一位美国古生物学家。他是以马戏团演出者費尼爾司·泰勒·巴納姆取名的。他发现了第一具有记录的暴龍化石。他是维多利亚时代晚期到20世纪初最著名的化石猎手。

## 恐龙化石考察
美國自然史博物館资助布朗穿越美国收购化石。他的领域不局限于恐龙。他收集和获得任何有科学价值的物品。他往往直接寄钱让对方把化石寄到博物馆，往往新样品在布朗和发现人之间的仓促信件中到达。
1890年代后期布朗为博物馆在怀俄明州工作了一段时间后他率队去蒙大拿州东南的地域溪地层。1902年他在那里发现和发掘了第一具被记录的暴龙化石。
地狱溪发掘出土了大量质量极好的化石，其数量足以装满整列火车车厢。布朗的下手使用当时常用的手段：有控制的炸药爆炸来移开他们发现的化石上面的岩石。所有的碎石和化石都是用马车和人力来运输的。几乎所有的发现地点数据都没有被记录下来。
布朗在蒙大拿待了近十年后去加拿大艾伯塔德兰赫勒附近红鹿河。在1910年代中布朗和他的下手乘筏子沿河下漂。路上他们停下查看有希望的位置的化石情况。与此同时斯腾伯格家庭化石猎手也在这条河上勘察与布朗竞争。他们之间的竞争是一场友好游戏似的竞争，后来成为古生物学的一个美谈。
1910年布朗的组在德莱岛野牛省立公园发现一群艾伯塔龍的后腿骨。这些化石多年在纽约美国自然历史博物馆里被遗忘。1990年代里加拿大皇家蒂勒尔古生物学博物馆恐龙研究组长菲利普·柯里通过一张老照片重新发现了这些骨头的发掘地点，1998年夏又开始发掘。蒂勒尔博物馆的人员在柯里的监督下在该地一直发掘到2005年8月。柯里去阿爾伯塔大學任教后他们继续在当地工作并打算在此后的数年里也继续在那里发掘。

## 最早类人猿的发现
1923年初布朗携当时的妻子去缅甸首都仰光。布朗的精力集中在邦唐砂岩上。在莫冈城外他发现了一块带三枚牙齿的下颌骨。他当时没有认识到他的发现的重要性。一直到14年后美国自然历史博物馆的埃德温·H·科尔伯特才把它确认为一个新的灵长目物种和世界上已知的最早的類人猿下目动物。他给它定名为Amphipithecus mogaungensis，即莫冈的类猴动物。由于没有其它化石陪伴它有人怀疑它是不是灵长目动物。

## 公众人物
布朗生活在一个前所未有的科学大发现时代的末期，他本人是这个时代里比较有特色的当事人之一。在加拿大发掘的时候布朗在照片里常常穿着一件兽皮大衣。
在第一次世界大战和第二次世界大战期间布朗作为“信息来源”工作。在他去外国的许多旅程里他也为石油公司做经济间谍赚零钱。
布朗的二妻丽莲·布朗写了一本叫《我嫁了一头恐龙》的回忆录，内容是她和她丈夫一起的探险。
布朗被葬在他前妻的家乡纽约州牛津。